# Jordan Blount
Jordan Blount Connors (nacido el 5 de enero de 1997 en Cork, Irlanda) es un baloncestista profesional irlandés con nacionalidad estadounidense. Se desempeña en la posición de ala-pívot y forma parte de la plantilla del Força Lleida Club Esportiu de la Liga LEB Oro. Es internacional con la Selección de baloncesto de Irlanda.

## Trayectoria deportiva
Natural de Cork, comenzó a jugar en el Bord Gais Neptune de la segunda división irlandesa antes de recalar en el Canarias Basketball Academy para completar su formación. Durante su estancia en las islas, el interior irlandés disputó el Torneo Next Generation disputado en Belgrado en 2015, en el que recibió el galardón al mejor alero de la competición y fue el máximo reboteador, el tercer jugador más valorado y uno de los diez máximos anotadores. Sus números en el torneo fueron de 15,8 puntos, 10,5 rebotes, 5,5 faltas recibidas y 20,8 de valoración en 28 minutos por partido.
En 2016 Blount ingresó en la Universidad de Illinois, con la que compitió durante cuatro temporadas en la NCAA I formando parte del equipo del UIC Flames, donde durante las tres últimas temporadas tuvo un papel destacado disputando casi un centenar de partidos y promediando 23 minutos, 7,4 puntos y 5,6 rebotes por encuentro.
En verano de 2020, llega a España para jugar en el Basket Navarra Club de la Liga LEB Plata, equipo con el disputaría 3 encuentros en los que aportó en promedio 11,3 puntos y 4'7 rebotes en 25 minutos de juego. A principios de noviembre de 2020, se desvincularía del club navarro para regresar a Irlanda.
El 17 de noviembre de 2020, firma con el Força Lleida Club Esportiu para jugar en Liga LEB Oro, lo que sería su debut en la segunda categoría del baloncesto español.

## Internacional
Ha sido internacional en todas las categorías inferiores de la selección de Irlanda hasta alcanzar el combinado absoluto.